# 真性の文字と哲学的言語にむけての試論
『真性の文字と哲学的言語にむけての試論』 (しんせいのもじとてつがくてきげんごにむけてのしろん、An Essay towards a Real Character and a Philosophical Language, London, 1668) はジョン・ウィルキンスによる著作である。ウィルキンスの数多い著作の中で最も記憶されるものであり、この中で彼は、哲学者の使用のための新しい普遍言語を詳説する。
試論で、ウィルキンスは、速記に似た英語のための新しい正書法である「真性の文字」と、初期分類法案や (これは後に計算機科学という語の意味になった) 存在論に基づかれた「哲学的言語」を定義した。
ウィルキンスは、全ての概念が固有の「非恣意的」名称を持つように語を記号化する方法を提案した。全ての概念は40の主要な類に分割され、それぞれ語の最初の二文字音節を与える。類は差異に分割され、それぞれもう一つの文字が加わる。差異は種に分割され、第四文字を加える。たとえば、Ziは「獣」(哺乳類)の類を同定し、Zitは「犬類の肉食獣」の差異を与え、Zitαは、犬の種を意味する。(しばしば最初の一文字が上位カテゴリーを示す。例えばZは常に動物を示す。しかしこれは常に適用されない。)
結果として生じた語は、このようにその綴りの中にその意味の意味論のいくつかをコード化する。このようなアプリオリ言語は、どのように中国語の筆記システムが働いているかという報告により影響された。
ホルヘ・ルイス・ボルヘスは、彼のエッセイEl idioma analítico de John Wilkins (『ジョン・ウィルキンスの分析的言語』) でウィルキンスの哲学的言語の批評を書いた。彼は、ウィルキンスの分類法を架空の天上界の慈悲深い知識の百貨店と比較し、全ての普遍分類法への試みについて疑いを表した。近代情報理論も、似ているが区別される語も似た音を持つことは悪い方法であることを示唆している。なぜなら聞き間違いと結果的混乱が現実の言語よりもより著しくなるからである。The Search for the Perfect Language (『完全言語の追求』) において、ウンベルト・エーコは、文献においてウィルキンス自身がこの種類の間違い (Gαpe‹チューリップ› の代わりにGαde‹大麦› を使う) をしていたことを発見した。
より近代のアプリオリ言語は、ソルレソルとRoである。